# Maukisres de Pàrtia
Maukisres fou rei de Pàrtia des de vers el 87 aC fins al 77 aC. Podria ser el rei Artaban del qual es tenen algunes referències vers aquesta època.
Vers el 87 aC va morir Mitridates II en un combat contra els armenis a la riba de l'Araxes, i no va deixar fills. El seu oncle Maukisres o Muaskires (germà de Mitridates I i d'Artaban II), de 90 anys, es va proclamar rei.
La tribu escita dels Sarakaukes va donar suport a Sanatroces que es va alçar contra el vell Mauskires i va assolir el poder vers el 77 aC (potser abans).
| Precedit per: Mitridates II | Imperi Part | Succeït per: Sanatroces I |